# راتلام
راتلام (بالهندية: रतलाम)‏ هي مدينة، في الهند، تقع في ماديا براديش، هي عاصمة منطقة راتلام، بلغ عدد سكانها 273,892 نسمة، تبلغ مساحتها 50 كيلومتر مربع، رمزها البريدي هو 457001.

## المناخ
يظهر الجدول التالي التغييرات المناخية على مدار السنة لراتلام:
{{بيانات منطقة مناخية
| location = راتلام
|width=auto